# Saint Vincent
Saint Vincent – wyspa o powierzchni 344 km² należąca do państwa Saint Vincent i Grenadyny.

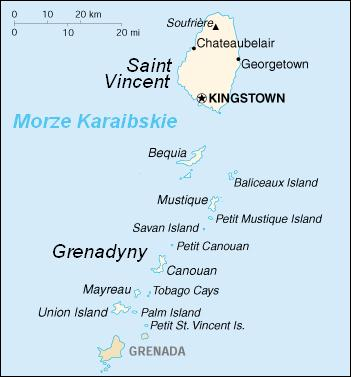
Mapa Saint Vincent i Grenadyn

Leży na Morzu Karaibskim, w archipelagu Małych Antyli. Znajduje się na niej stolica kraju Kingstown oraz czynny wulkan Soufrière (1220 m n.p.m.). W 2015 roku wyspę zamieszkiwało około 100 tys. osób.
Miasta wyspy: Barrouallie, Biabou, Byera Hill, Calliaqua, Chateaubelair, Dovers, Georgetown, Hamilton, Kingstown, Layou.